# Eunidia subtimida
Eunidia subtimida là một loài bọ cánh cứng trong họ Cerambycidae.